# David Berkoff
David Charles "Dave" Berkoff (Abington, 30 de novembro de 1966) é um nadador norte-americano, ganhador de duas medalhas de ouro em Jogos Olímpicos.
Foi recordista mundial dos 100 metros costas entre 1988 e 1991.
Em 2005 entrou no International Swimming Hall of Fame.